# Prix Avicenne d’éthique scientifique
Le prix Avicenne est une récompense bis-annuelle décernée par l'Unesco aux personnes ou organisations dans le champ de l'éthique et des sciences.

## Objet
Il a en fait pour objectif la promotion de l'éthique dans les sciences devant l'avancée rapide des techniques. Il est en référence avec le célèbre scientifique perse Avicenne.

## Lauréats
- 2004 : Margaret Somerville, Canada
- 2006 : Abdallah S. Daar (en), Canada
- 2010 : Renzong Qiu (en), Chine
- 2015 : Dr. Zaabta Khan Shinwari,  Pakistan[1]

## Sites externes
- la page de la remise du prix sur le site de l'U.N.E.S.C.O.